# Burdachia
Burdachia là một chi thực vật có hoa trong họ Malpighiaceae.

## Loài
Chi Burdachia gồm các loài: